# Ústav analytické chemie Akademie věd České republiky
Ústav analytické chemie AV ČR, v. v. i. (ÚIACH AV ČR) je česká veřejná výzkumná instituce, jeden z ústavů Akademie věd České republiky. Sídlí ve čtvrti Veveří v Brně a zabývá se vlastnostmi analytické chemie a jejím použitím.

## Historie
Pracoviště Československé akademie věd (ČSAV) bylo založeno v roce 1956 jako Laboratoř pro analýzu plynů vyčleněním malé výzkumné skupiny z brněnského Ústavu pro výzkum ropy. Ústav ČSAV byl zřízen roku 1966 pod názvem Ústav instrumentální analytické chemie a v roce 1974 byl jeho název změněn na Ústav analytické chemie.
Původní předměty vědeckého zájmu – analýza plynu a plynová chromatografie – byly doplněny o kapalinovou chromatografii a elektromigrační metody. Od roku 1991 sídlí ústav v budově v ulici Veveří.

## Oddělení
- Oddělení analytické chemie životního prostředí
- Oddělení bioanalytické instrumentace
- Oddělení elektromigračních metod
- Oddělení separací v tekutých fázích
- Oddělení stopové prvkové analýzy